# Chantal Mauduit
Chantal Marie Agnès Mauduit (* 24. März 1964 im 15. Arrondissement, Paris, Frankreich; † vor dem oder am 13. Mai 1998 am Dhaulagiri, Nepal) war eine französische Extrembergsteigerin.
Mauduit war eine der bekanntesten Bergsteigerinnen der Welt. Sie bezwang als erste Frau am 10. Mai 1996 den Lhotse, und das ohne Zuhilfenahme von Flaschensauerstoff und im Soloaufstieg. Außerdem erreichte sie in ihrer Karriere weitere sechs Achttausender, alle ebenfalls ohne zusätzlichen Sauerstoff.

## Leben
Geboren in Paris, zog sie 1969 nach Chambéry in Savoyen. Im Alter von 15 Jahren entdeckte sie ihre Leidenschaft für das Bergsteigen, nachdem ihre Mutter an Krebs gestorben war. Sie verbrachte ihre Ferien in den Alpen, wo sie immer schwierigere Klettertouren bewältigte, darunter die Nordwand der Grandes Jorasses, den Drus und das Matterhorn. Anschließend bezwang sie höhere Gipfel in Südamerika, wie den Nevado Urus (5.495 m) und den Nevado Huascarán (6.768 m) in den Anden, von denen sie mit einem Gleitschirm ins Tal zurückkehrte. Neben ihren Expeditionen studierte sie und wurde Physiotherapeutin.
Sie brach von Ushuaia aus in die Antarktis auf, um den Mount William zu besteigen. Obwohl sie keine Seeerfahrung hatte, verbrachte sie bei rauem Wetter mehrere Stunden am Steuer des Segelschiffes vor Kap Hoorn, um der Mannschaft etwas Ruhe zu gönnen.
Ab 1992 beschloss sie, die vierzehn Achttausender im Alpinstil und ohne Sauerstoff zu besteigen. Trotz sieben Versuchen, den Mount Everest, zu besteigen, erreichte sie erst 1995 dessen Südgipfel (8.750 m). Sie war sehr geschwächt und bekam Hilfe von Rob Hall, der sie wieder zum Südsattel (7.904 m) hinunterbrachte. Ihr gelang die Besteigung von sechs weiteren Achttausendern, darunter der zweithöchste Gipfel der Welt K2 (8.611 m), der als sehr schwierig gilt. Am 3. August 1992 gelang ihr über den Abruzzengrat die vierte Besteigung des K2 durch eine Frau, und sie war erst die zweite Frau, die lebend vom Gipfel abstieg. Im Oktober 1993 dann erreichte sie über die Südwand die Shishapangma (8.027 m) und anschließend den Cho Oyu (8.201 m).
Während ihrer Besteigung des Lhotse (8.516 m) am 10. Mai 1996, der ersten Besteigung dieses Berges durch eine Frau überhaupt, wurde sie aus der Ferne Zeugin des Todes von acht Bergsteigern am Everest, der dem Lhotse jenseits des Südsattels gegenüberliegt. Dieses Unglück war Anlass für Jon Krakauer, Journalist und selber Teilnehmer einer der verunglückten Expeditionen, das Buch „Into Thin Air: A Personal Account of the Mt. Everest Disaster“ mit einem Bericht von Chantal Mauduit über den Tod der Bergsteiger, darunter die befreundeten Scott Fischer und Rob Hall, zu schreiben. Fischer hatte Mauduit 1992 gerettet, als sie bei einer Besteigung des K2 an Photokeratitis erkrankte. Zehn Tage nach dem Everest-Unglück erreichte sie erneut einen über 8.000 Meter hohen Gipfel, den Manaslu (8.163 m).
Chantal Mauduit, die fließend Nepali sprach, engagierte sich für Tibet. Deshalb bestieg sie am 10. März 1997 den Turm von Notre-Dame de Paris, um eine tibetische Flagge aufzuhängen. Kurz zuvor hatte Mauduit den Dalai Lama und tibetische Flüchtlinge in Dharamsala in Indien getroffen.
Im selben Jahr bestieg sie den Gasherbrum II (8.035 m) und veröffentlichte ihr Buch „J’habite au paradis“, eine Sammlung von Eindrücken und Begegnungen während ihrer Reisen, in dem sie auch ihre Besteigung des K2 beschreibt.

## Tod
Am 13. Mai 1998 wurden sie und ihr seit drei Jahren begleitender Sherpa Ang Tsering während der Besteigung des Dhaulagiri (8.167 m) von Ed Viesturs tot in ihrem Zelt im Lager II aufgefunden. Sie waren auf einer Höhe von etwa 6.500 Metern nach einer Periode extrem schlechten Wetters vermutlich im Schlaf durch einen Fels- oder Eisschlag überrascht worden. Eine Expedition startete am 19. Mai von Kathmandu aus, um die beiden Leichen zu bergen. Mauduit beschriftete auf Expeditionen ihre Zelte mit verschiedenen Gedichten und hatte stets Bücher und Gedichtsammlungen dabei. Ihr langjähriger freundschaftlicher Begleiter, der französische Dichter und Essayist André Velter, der kurz zuvor bereits eine andere Freundin in den Bergen Tibets verloren hatte, widmete ihr eine Gedichtsammlung mit dem Titel „L’amour extrême et autres poèmes pour Chantal Mauduit“. Mauduit wurde eingeäschert und ihre Asche weltweit verstreut.

## Besteigungen von Achttausendern

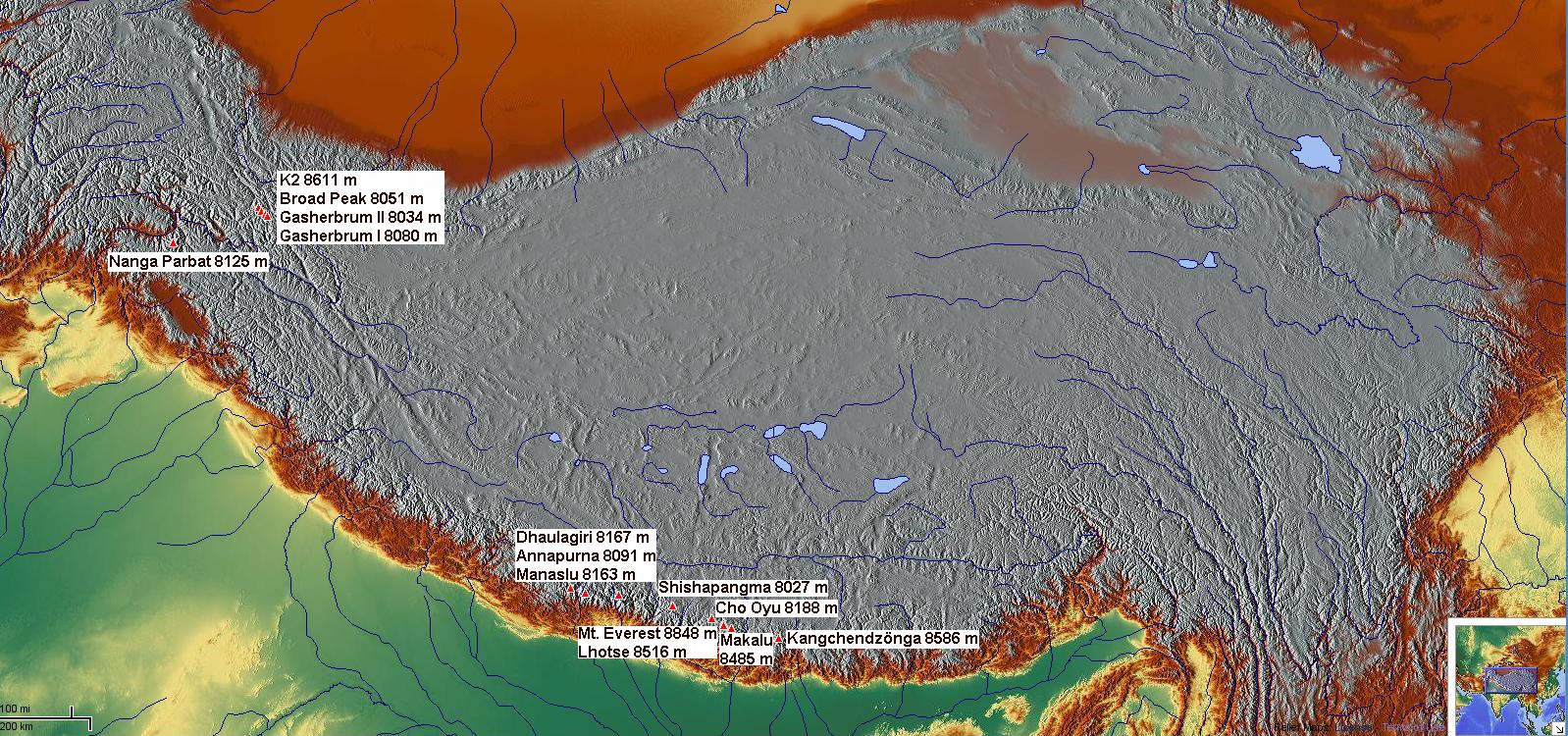
Lage der Achttausender

Mauduit bestieg alle ihre Achttausender ohne zusätzlichen Sauerstoff und im Soloaufstieg. Im Einzelnen sind dies:
| Datum            | Berg (Gipfelhöhe in Meter)        | Sonstiges                      |
| ---------------- | --------------------------------- | ------------------------------ |
| 3. August 1992   | K2 (8.611 m)                      |                                |
| 4. Oktober 1993  | Shishapangma (8.027 m)            |                                |
| 31. Oktober 1993 | Cho Oyu (8.188 m)                 |                                |
| 1995             | Mount Everest Südgipfel (8.750 m) |                                |
| 10. Mai 1996     | Lhotse (8.516 m)                  | Erstbesteigung durch eine Frau |
| 24. Mai 1996     | Manaslu (8.163 m)                 |                                |
| 17. Juli 1997    | Gasherbrum II (8.034 m)           |                                |

### Weitere Besteigungen
Aufgeführt sind alle relevanten weiteren dokumentierten Gipfelbesteigungen:
| Datum         | Berg (Gipfelhöhe in Meter) | Lage                 | Bemerkung                             |
| ------------- | -------------------------- | -------------------- | ------------------------------------- |
|               | Mont Blanc (4.806 m)       | Frankreich / Italien |                                       |
|               | Nevado Huascarán (6.768 m) | Peru                 |                                       |
|               | Nevado Urus (5.423 m)      | Peru                 |                                       |
|               | Nevado Sajama (6.542 m)    | Bolivien             | Überquerung                           |
|               | Mount William (1.515 m)    | Antarktika           |                                       |
|               | El Capitan (2.164 m)       | Vereinigte Staaten   | Freiklettern                          |
| 10. März 1997 | Notre-Dame de Paris (69 m) | Frankreich           | Demonstration für die Freiheit Tibets |

## Ehrungen

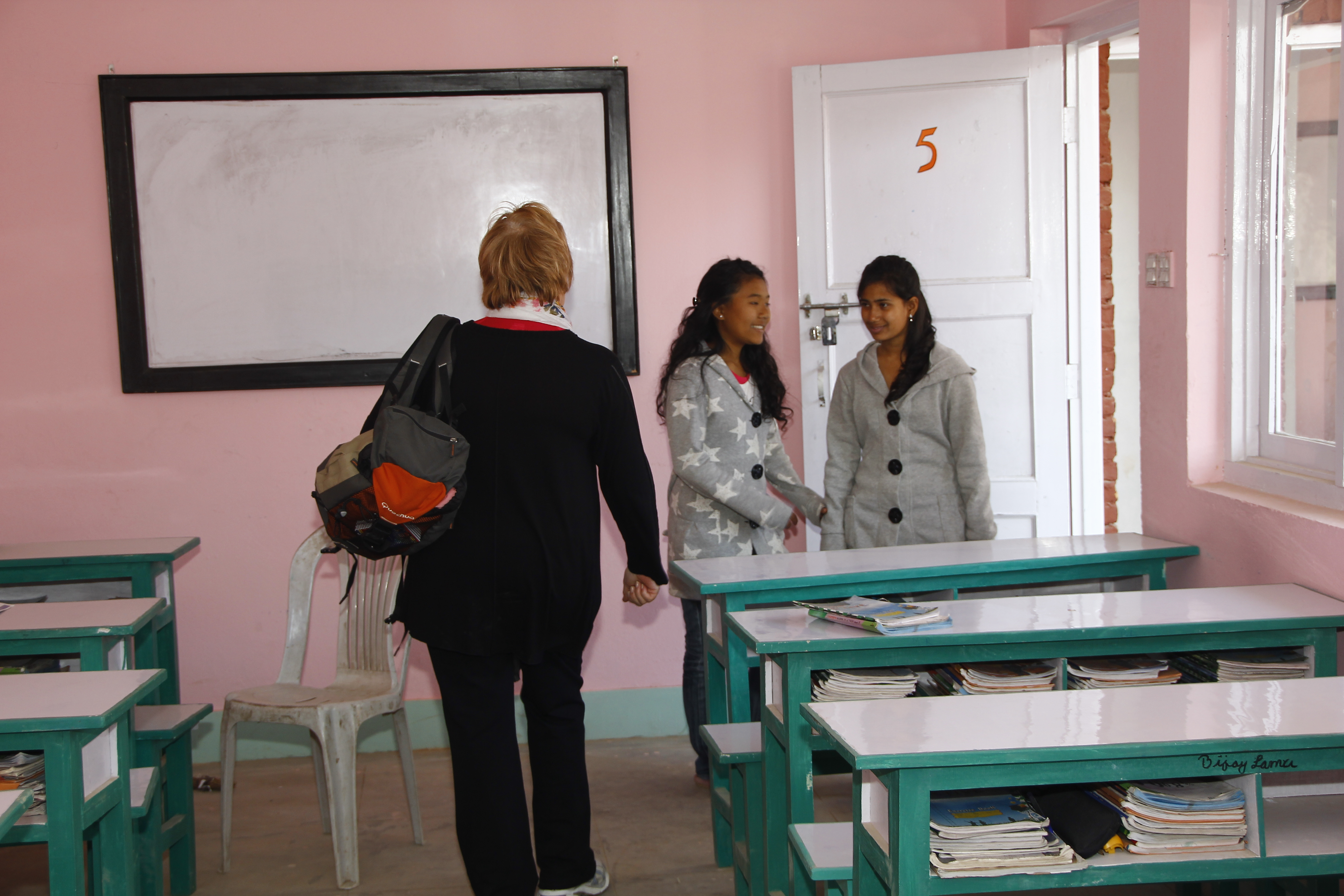
Die Chantal-Mauduit-Schule in Kitini, Godavari VDC, Nepal

Zu Ehren ihres Engagements gründeten ihre Freunde und Familie nach ihrem Tod den Verein Chantal Mauduit Namasté, der benachteiligten nepalesischen Kindern, insbesondere Mädchen, bei der Bildung hilft.
Bereits im Todesjahr von Chantal Mauduit 1998 gedachte die Gemeinde Mogneville ihrer mit der Einweihung eines Schulkomplexes (49° 19′ 2,9″ N, 2° 28′ 13,8″ O) mit Kindergarten und Grundschule unter ihrem Namen, nachdem sie die Zustimmung der Familie eingeholt hatte.
Seit dem 9. Februar 2024 ist der Place Chantal-Mauduit (48° 49′ 50,8″ N, 2° 18′ 13,9″ O) in Paris nach ihr benannt.
Seit dem 12. November 2024 trägt die Bibliothek (45° 10′ 22,1″ N, 5° 42′ 21″ O) im Stadtteil Mistral von Grenoble ihren Namen.

## Publikationen
- J’habite au paradis. J.-Cl. Lattès, Paris 1998, ISBN 2-7096-1819-2, 184 Seiten. (BnF)

## Filmographie
- 2003: Death on the Mountain: Women of K2, ein Dokumentarfilm über Bergsteigerinnen am K2. Zu diesem Zeitpunkt hatten bereits fünf Frauen den Gipfel erreicht, von denen nur zwei lebend zurückkehrten: die erste war 1986 Wanda Rutkiewicz und als Zweite Chantal Mauduit.[15] Auch Rutkiewicz kam bereits 1992 in den Bergen ums Leben.